# ویکلیف (کنتاکی)
ویکلیف (به انگلیسی: Wickliffe) شهری در ایالت کنتاکی کشور ایالات متحده آمریکا است که جمعیت آن در سرشماری سال ۲۰۱۰ میلادی، ۶۸۸ نفر بوده‌است.